# Dyckia rigida
Dyckia rigida là một loài thực vật có hoa trong họ Bromeliaceae. Loài này được Strehl mô tả khoa học đầu tiên năm 2004.